# Каштанові ґрунти
Кашта́нові ґрунти́ — ґрунти, які формуються в умовах сухих степів під полинно-кострицевою рослинністю при недостатньому і нестабільному зволоженні атмосферними опадами, що істотньо збіднює рослинний покрив і зменшує кількість біомаси. Поширені в плакорних умовах сухих степів суббореального поясу; в Україні — в умовах сухих причорноморських та присиваських степів.
Сформувалися на сухих степових ділянках в умовах недостатнього зволоження і бідної рослинності.
Основним критерієм для розмежування каштанових ґрунтів є ступінь їх гумусованості. Тип каштанових ґрунтів поділяють на три підтипи:
Мають стандартний для гумусоакумулятивних ґрунтів профіль (Н, НРк, Рк)
- світло-каштанові;
- каштанові;
- темно-каштанові

Практично всі каштанові ґрунти залишково-солонцюваті та солонцюваті. Гумусовий горизонт досягає 75 см, вміст гумусу в них становить 1,5-2,0 % у світоло-каштанових і 3-4 % у темнокаштанових, ємність вбирання залежно від механічного складу та кількості гумусу змінюється від 11 до 34 мекв на 100 г ґр., у складі катіонів переважає обмінний кальцій; відношення Са:Mg становить 2,5-4,0, реакція ґрунтового розчину близько 8.
В солонцюватих ґрунтах добре виражена елювіально-ілювіальна диференціація профілю, яка зростає із збільшенням солонцюватості .
Для отримання високих врожаїв сільськогосподарських культур ці ґрунти потребують додаткового зволоження. На фоні зрошення ефективним є внесення органічних і мінеральних добрив, гіпс, плантажна оранка (коли руйнується щільний ілювіальний горизонт і на поверхню ґрунту вивертаються карбонати кальцію (СаСО3), що викликає “самомеліорацію” каштанових ґрунтів).